# Wapen van Enschede

Het huidige wapen van de gemeente Enschede

Het oude wapen van de gemeente Enschede

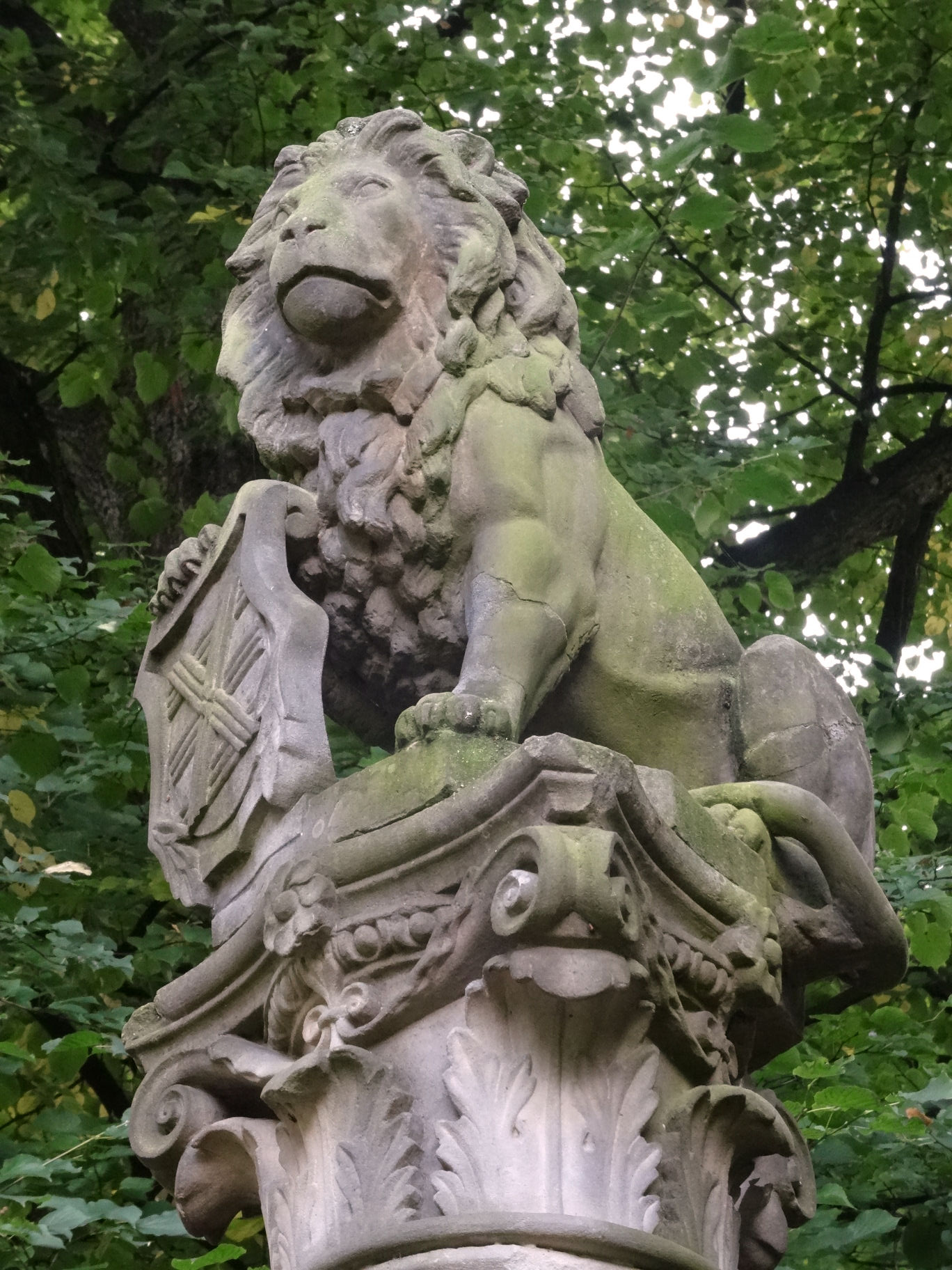
Leeuw met het wapen van Enschede op de Gedenkzuil H.J. van Heek (1874)

Het wapen van Enschede is het wapen van de Overijsselse gemeente Enschede. Het oude wapen werd op 24 november 1819 bij Koninklijk Besluit toegekend. Na de samenvoeging met Lonneker op 25 augustus 1936 werd het wapen aangepast.

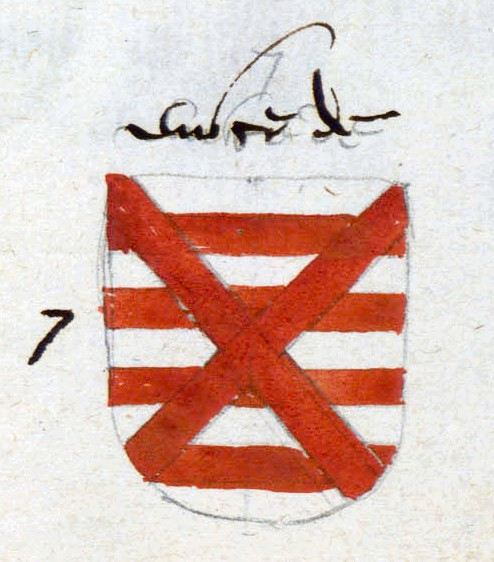
De oudst bekende afbeelding van het wapen van Enschede uit een handschrift van ca. 1605.

## Blazoenering
De beschrijving van het wapen uit 1819 luidde als volgt:
Van zilver, beladen met drie dwarsbalken waaroverheen een St.Andries kruis, formerende tezamen een slaghek, en alles van rood. Het schild gedekt met een gouden kroon en ter wederzijde vastgehouden door een klimmende leeuw.
Het aangepaste wapen uit 1936 kreeg enkele wijzigingen; de beschrijving: de aanziende leeuwen werden opgenomen in de beschrijving, het andrieskruis werd vervangen door schuingekruist waardoor de uiteinden niet meer doorlopen en het het kruisje midden op het schild werd weggelaten:
In zilver een slaghek van keel, bestaande uit drie dwarsbalken, waaroverheen twee schuingekruiste balken. Het schild gedekt met een gouden kroon van vijf bladeren. Schildhouders : Twee aanziende leeuwen van natuurlijke kleur.
N.B.:
- De heraldische kleuren zijn zilver (wit), keel (rood) en goud (geel).

## Oorsprong
Enschede verkreeg op 15 december 1325 stadsrechten van de Utrechtse bisschop Jan van Diest, een van deze rechten was het voeren van een "stadtsigeli" (stadszegel). Het oudst bekende zegel van de stad vertoont de beeltenis van de parochieheilige, de heilige Jakobus de Meerdere. Dit zegel is tot aan de Vrede van Kleef (1666) in gebruik geweest, waarna het zegel in 1670 werd vervangen door een wapen met daarop een slaghek, dat identiek is aan het huidige wapen. De kleuren waren waarschijnlijk toen ook al keel op zilver. Het hek zou de scheiding tussen Twente en Munster symboliseren.
Eind 2024 toonde Goaitsen van der Vliet met een afbeelding in een onvoltooid handschrift uit het begin van de 17e eeuw aan dat dit wapen minstens zestig jaar ouder was en daarvóór mogelijk is afgeleid van het toenmalige stadswapen van Beveren (Oost-Vlaanderen) en Diksmuide.
Almelo · Borne · Dalfsen · Deventer · Dinkelland · Enschede · Haaksbergen · Hardenberg · Hellendoorn · Hengelo · Hof van Twente · Kampen · Losser · Oldenzaal · Olst-Wijhe · Ommen · Raalte · Rijssen-Holten · Staphorst · Steenwijkerland · Tubbergen · Twenterand · Wierden · Zwartewaterland · Zwolle